# Ascetocythere triangulata
Ascetocythere triangulata är en kräftdjursart som beskrevs av Hobbs och Walton 1975. Ascetocythere triangulata ingår i släktet Ascetocythere och familjen Entocytheridae. Inga underarter finns listade i Catalogue of Life.